# Гаёк (Александрийский район)
Гаёк (укр. Гайок) — село в Александрийской городской общине Александрийского района Кировоградской области Украины
Население по переписи 2001 года составляло 15 человек. Почтовый индекс — 28056. Телефонный код — 5235. Код КОАТУУ — 3520383503.